# Большое Захново
Большое Захново — деревня в Ядровской волости Псковского района Псковской области.
Расположена на левом берегу реки Кебь, при её впадении в Черёху.
Численность населения деревни по состоянию на 2000 год составляла 1 жителя.